# Innocence of Muslims

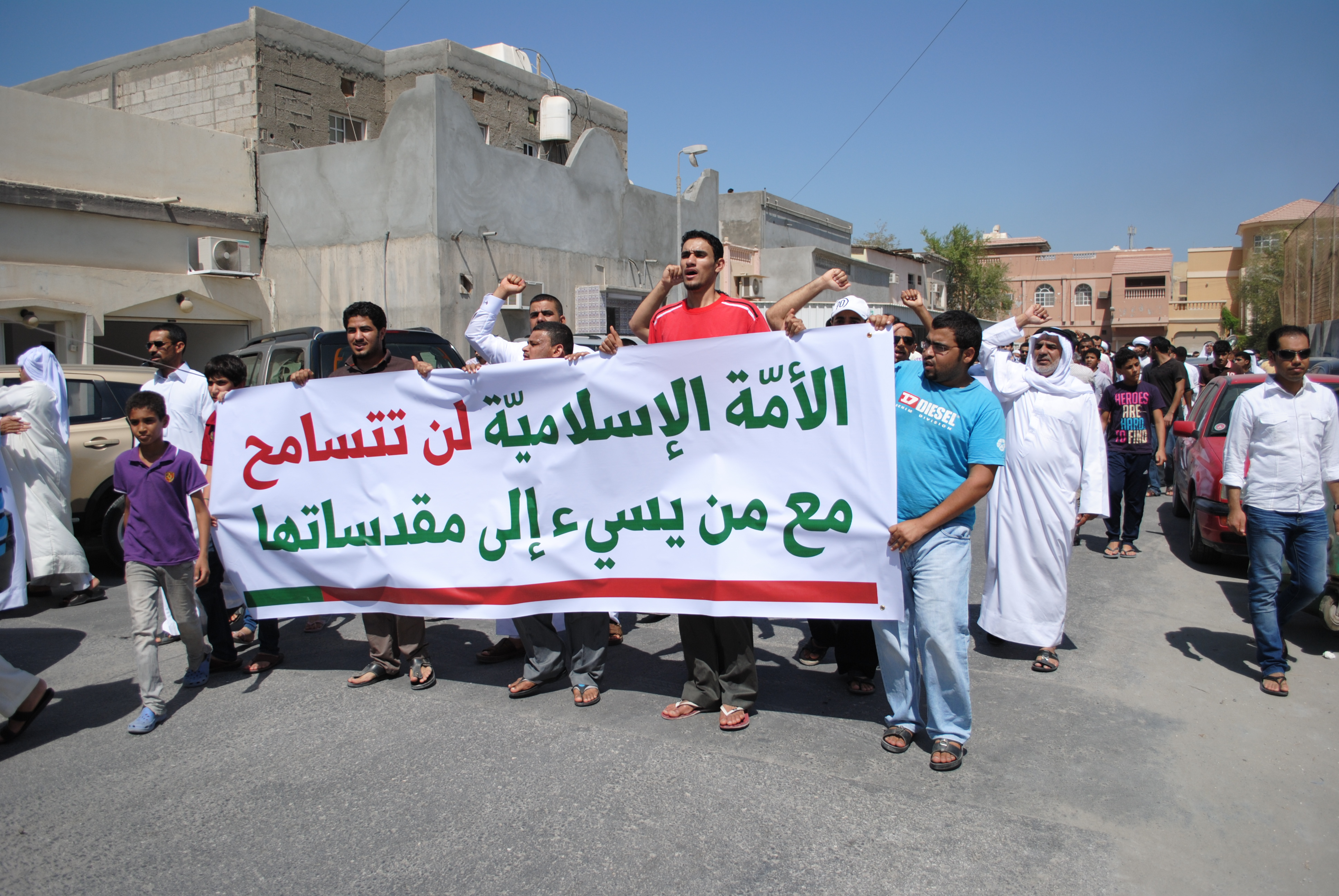
Protesten in Bahrein

 Innocence of Muslims  is een anti-islamitische film uit 2012. De controversiële film leidde wereldwijd tot protesten en aanvallen op Amerikaanse diplomatieke posten. Hierbij vielen ten minste 74 doden. In tientallen staten werd gedemonstreerd.

## Geschiedenis
In juli 2011 werd in Backstage en enkele andere tijdschriften een oproep geplaatst voor acteurs. De film, met Desert Warrior of Desert Warriors als werktitel, werd toen omschreven als een "historische avonturenfilm". De film werd in augustus 2011 opgenomen in Zuid-Californië. De identiteit van de maker was aanvankelijk niet bekend. Hij maakte gebruik van de pseudoniemen Sam Bacile en Sam Basselley. Op 13 september 2012 werd hij — mede door het persbureau Associated Press — geïdentificeerd als Nakoula Basseley Nakoula, een uit Egypte afkomstige koptische christen. Hij had zich vóór de onthulling omschreven als een Israëlisch-Amerikaans vastgoedontwikkelaar. Hij beweerde ook dat hij van duizend Joodse donateurs een bedrag van vijf miljoen Amerikaanse dollar had ontvangen om de film te maken, maar de filmproductie kostte vermoedelijk slechts honderdduizend dollar.
Een Engelse versie van de volledige film zou op 30 juni 2012 in première zijn gegaan in een kleine filmzaal met maximaal 10 bezoekers in Los Angeles, maar het bestaan van een volledige film wordt in twijfel getrokken. Op 1 juli 2012 werd een trailer van de film door iemand met de naam "sambacile" via het internet verspreid. In het begin van september 2012 werd een in het Arabisch nagesynchroniseerde versie van de trailer van de film op het internet geplaatst. In een interview met de Wall Street Journal noemde Nakoula de film een "politieke poging om de aandacht te vestigen op de hypocrisie van de islam". Medewerkers aan de oorspronkelijke versie van de film gaven in interviews met CNN en The New York Times aan dat zij niet op de hoogte waren van Nakoula's intenties. In de film wordt Mohammed, die volgens een van de productiemedewerkers niet in het filmscript genoemd werd, neergezet als een pedofiel en moordenaar. Een van de acteurs in de film, de Amerikaanse Cindy Lee Garcia, heeft gezegd dat ze na het uitkomen van de nagesynchroniseerde versie met de dood is bedreigd. Ze had eerst bij YouTube en Google gevraagd om verwijdering van het filmpje. Toen dat niets uithaalde probeerde ze via de rechter een verbod af te dwingen, maar ook deze poging strandde.
In november 2012 veroordeelde een Egyptische rechtbank bij verstek de 7 koptische christenen en Amerikaanse dominee ter dood die aan de totstandkoming van de film hadden meegewerkt.

## Tijdlijn van demonstraties tegen de film
- Op 11 september 2012 demonstreren circa 3000 salafisten bij de Amerikaanse ambassade in Caïro. De oproerpolitie treedt op en er vallen tientallen gewonden.
- Op 13 september vindt een bestorming plaats van de Amerikaanse ambassade in de Jemenitische hoofdstad Sana'a. Veiligheidstroepen schieten met scherp op de woedende moslims. Zeker vier demonstranten komen hierbij om het leven.[13]
- Op 14 september worden te Soedan zowel de Duitse als de Britse ambassade bestormd. Een aantal betogers weet de Duitse ambassade binnen te dringen. Ze stichten er brand en rukken een Duits embleem van de muur. Er vallen vier doden.[14] In Libanon wordt tijdens demonstraties een KFC-restaurant in brand gestoken. Daarbij vallen één dode en meerdere gewonden.[15]
- Op 15 september komen bij een bestorming van de Amerikaanse ambassade in Tunesië vier mensen om het leven. Ongeveer dertig anderen raken gewond. In het Antwerpse district Borgerhout braken rellen uit tijdens een protest tegen de film, waarbij 230 jongeren gearresteerd werden en een agent lichtgewond raakte.[16]
- Op 16 september wordt op de Dam in Amsterdam een demonstratie gehouden. Ook in Brussel wordt gedemonstreerd.
- Ook op 17 september vinden grootschalige demonstraties plaats. In het noordwesten van Pakistan komt een demonstrant om. In de Afghaanse hoofdstad Kabul steken betogers auto's in brand, waaronder politiewagens, en in de Indonesische hoofdstad Jakarta lopen honderden moslims te hoop bij de Amerikaanse ambassade.
- Bij een zelfmoordaanslag op 18 september in Kabul komen 13 personen, meest buitenlanders om het leven. De terreurgroep Hezb-e-Islami eist de aanslag op en verklaart dat de zelfmoordactie een protest is tegen de film.
- Op 19 september kondigde het Franse satireblad Charlie Hebdo aan nieuwe cartoons van Mohammed te publiceren. Als gevolg daarvan sluit Frankrijk tientallen scholen en ambassades in het Midden-Oosten.
- Uitspraken van de voorzitter van het Europees Parlement, Martin Schulz roepen boze reacties op. Vooral het gegeven dat Schulz meer lijkt op te komen voor de moslimgemeenschap dan voor de vrijheid van meningsuiting komt hem op zware kritiek te staan.
- Op 21 september vinden hevige protesten plaats in Pakistan nadat door de overheid is opgeroepen tot een Dag van liefde voor de profeet. In het land vallen in totaal 21 doden, voornamelijk in de zuidelijke stad Karachi.
- Door de Pakistaanse minister Ghulam Ahmad Bilourr wordt op 22 september 100.000 dollar beloning uitgeloofd voor de dood van de maker van de geruchtmakende anti-islamvideo.[17] De minister erkende dat het aanzetten tot moord strafbaar is, maar dat hij bereid is die misdaad te begaan.